# Борек-Старий
Борек-Старий (пол. Borek Stary) — село в Польщі, у гміні Тичин Ряшівського повіту Підкарпатського воєводства.
Населення — 1701 особа (2011).
У 1975-1998 роках село належало до Ряшівського воєводства.

## Демографія
Демографічна структура станом на 31 березня 2011 року:
|          | Загалом | Допрацездатний вік | Працездатний вік | Постпрацездатний вік |
| -------- | ------- | ------------------ | ---------------- | -------------------- |
| Чоловіки | 838     | 198                | 543              | 97                   |
| Жінки    | 863     | 186                | 496              | 181                  |
| Разом    | 1701    | 384                | 1039             | 278                  |